# Ameles taurica
Ameles taurica es una especie de mantis de la familia Mantidae.

## Distribución geográfica
Se encuentra en Ucrania.